# 베르케 칸
베르케 칸(Берке, ? ~ 1266년, 재위 1257년 ~ 1266년)은 킵차크 한국의 3대 칸으로 주치의 3남이었다.
1246년 베르케는 그의 형제 오르다, 신쿠르, 시반 등과 바투의 지휘 아래에 참여해 몽골군은 1260년의 아인잘루트 전투로부터 1년도 지나지 않아 제1차 홈스의 전투에서 또다시 패했고, 시리아로부터 완벽하게 추방되었다.
내부에서 벌어진 분란은 훌라구 칸으로 하여금 아인 잘루트의 치명적인 패배를 복수하기 위해서 맘루크에 대하여 자신의 전군을 동원하는 것을 방해하였다.
러시아에 있는 킵차크 칸국의 칸 베르케 칸은 이슬람으로 개종하고, 그의 사촌이 이슬람의 정신적 맹주인 아바스 칼리프를 파괴하는 것을 공포에 질려 보았다. 무슬림 역사가 라시드 앗 딘은 베르케가 바그다드를 공격하는 것을 막기 위해 몽케 칸에게 메시지를 보낸 것으로 기록되어 있다.
"그는 무슬림의 모든 도시들을 약탈하고 칼리프를 죽음으로 내몰았습니다. 신의 도움으로 나는 그가 너무 많은 고귀한 피를 흘리는 것에 대하여 책임을 묻기 위해 불렀습니다." 맘루크는 무슬림이며, 그의 사촌과 친하지 않은 베르케라는 스파이를 통해 정보를 얻음으로써, 신중하게 그들의 나라를 훌라구와 그의 칸국으로부터 보호했다.
쿠빌라이를 최후의 대칸으로 선정함으로써, 몽골의 왕위 계승이 최종적으로 끝난 후, 훌라구는 1262년 그의 땅으로 돌아왔다. 그리고 그의 군대를 이끌고 아인잘루트에서 복수를 하기 위해 맘루크를 공격했다.
훌라구의 중동 원정이 끝난 뒤, 훌라구가 중동 원정 과정에서 행한 이슬람 교도 학살이 문제가 되어 이슬람교로 개종한 킵차크 한국의 칸 베르케와 훌라구 간에 베르케-훌라구 전쟁(Berke-Hulagu War)이라고 불리는 전면전이 발발했다.
베르케 칸은 홀라구에 대항하여 성지에서 북방에 이르는 그의 영지에 대하여 급습을 시작했다. 훌라구는 1263년 카프카스 산맥의 북부 침략을 시도했다가, 몇 번의 패배를 겪게 되었다. 이는 몽골인들 간의 최초의 내전이었고, 통일된 제국의 최후를 알리는 상징이었다. 이 전쟁은 이후 몽골 제국의 분열을 촉발시키는 계기가 됐다.
1263년 쿠빌라이를 지지하였던 알루구의 공격을 받은 아리크 부케 파 카이두는 킵차크 칸국의 베르케의 지원을 받아 차가타이 칸국의 영토로 침입하여 알루구와의 전투에서 승리를 거두었으나 다음 번 전투에서 반격을 당해 본국으로 철수했다.
한편 몽골 초원에서는 1264년에 아리크 부케가 최종적으로 패하고 쿠빌라이가 유일한 대칸이 됐다.
1266년 베르케는 훌라구의 아들 아바카와 전투 중 전사했다.
그는 그의 조카 만그 티무르에 의해 계승되었고 마믈룩과의 동맹정책과 일한국의 포함하는 것은 만그 티무르에 의해 계속되었다. 많은 사학자들은 훌라구에 대한 베르케의 개입이 바그다드와 같은 운명에서 메카와 예루살렘을 포함한 성지의 나머지를 구하였다고 동의 한다.
| 전임 사르타크 | 제3대 킵차크한국의 칸 1257년~1266년 | 후임 멩구테무르 칸 |

## 같이 보기
- 빌럼 판 루브뢱